# Kantaphon Wangcharoen
Kantaphon Wangcharoen (18 de septiembre de 1998) es un deportista tailandés que compite en bádminton. Ganó una medalla de bronce en el Campeonato Mundial de Bádminton de 2019 en la prueba individual.

## Palmarés internacional
| Campeonato Mundial | Campeonato Mundial | Campeonato Mundial | Campeonato Mundial |
| Año                | Lugar              | Medalla            | Prueba             |
| ------------------ | ------------------ | ------------------ | ------------------ |
| 2019               | Basilea (Suiza)    | Medalla de bronce  | Individual         |